# جيمس غرانت (سياسي أمريكي)
جيمس غرانت (بالإنجليزية: James Grant)‏، لورد باليندالوش (1720–1806)، كان ضابطًا في الجيش البريطاني خدم كلواء خلال حرب الاستقلال الأمريكية. شغل منصب حاكم شرق فلوريدا من عام 1763 إلى عام 1771، وبين عامي 1773 و1802 كان يشغل عدة مناصب في مجلس العموم.

## عمله المبكر
وُلد غرانت في مزرعة عائلة باليندالوش في بانفشاير في شمال شرق اسكتلندا. بدأ مسيرته العسكرية عن طريق شغله منصب النقيب في كتيبة الاسكتلنديين الملكيين في 24 أكتوبر عام 1744. أُرسلت الكتيبة إلى أوروبا القارية وقاتل غرانت معها في معركة فونتنوي.

## الحرب الفرنسية والهندية
بحلول عام 1757، كان غرانت رائدًا في كتيبة المشاة الـ77، قاتل في الحرب الفرنسية والهندية. في عام 1758، قاد جزءًا من الكتيبة في رحلة استكشافية بقيادة القائد جون فوربس. في هذه الرحلة، تعرف على آخرين ممن لعبوا دورًا أكبر في الحرب الثورية الأمريكية: جورج واشنطن، وفرنسيس ماريون، وهيو ميرسر، وغيرهم.
في سبتمبر، تعين غرانت لقيادة جزء مؤلف من حوالي 800 رجل لاختبار القوة الفرنسية في فورت دوكين (حصن دوكين). كانت القوة تتكون أساسًا من ميليشيات، لكنه أخذ عددًا من ضباط الجيش النظامي، لأنه لم يكن يحترم القوات الاستعمارية كثيرًا. ثم قرر تقسيم قواته على أمل تشجيع هجوم فرنسي بحيث يمكنه أن يفاجئه ويهزمه. لم يكن لديه أي خبرة في الحياة البرية، فقد نُصب له كمين من قبل الهنود والفرنسيين في 14 سبتمبر عام 1758. في اشتباكات معركة فورت دوكين، تم صد القوات البريطانية مع مقتل وجرح وأسر 342 رجل. كان من بين السجناء الرائد غرانت و 18 من رجاله. أُفرج عنه بعد فترة وجيزة، وحاول إلقاء اللوم في هزيمته على فشل الميليشيات الاستعمارية في اتباع الأوامر.
في عام 1761، قاد حملة استكشافية ضد الشيروكي (قبيلة من قبائل الهنود الحمر) خلال الحرب الأنجلو-شيروكية.

## حاكم فلوريدا
في معاهدة باريس، استعادت بريطانيا السيطرة على فلوريدا من القوات الإسبانية. قسموها إلى مستعمرتين، وتعين جيمس غرانت حاكمًا لشرق فلوريدا في عام 1764. وانتقل إلى عاصمة شرق فلوريدا في مدينة سانت أوغسطين وأقام في منزل الحاكم. أنهى الغارات الهندية بمعاهدة فورت بيكولاتا لمحاولة الحفاظ على العلاقات السلمية بين الجماعات الهندية الأمريكية والمستعمرين في فلوريدا واستدراج المهاجرين المستقبليين إلى مستعمرته. خلال الحرب الأنجلو-شيروكية من 1759-1761، أصبح غرانت على دراية بأنظمة تبادل الهدايا والمعاملة بالمثل التي تتبعها مجموعات جنوب شرق الهند، والتي سعى إلى تنفيذها في فلوريدا. أنشأ غرانت أيضًا الحدود بين فلوريدا وجورجيا.
في وطنه في اسكتلندا، انتُخب غرانت كعضو في البرلمان في عام 1773 التابع لتاين بورغز. في الفترة التي سبقت الحرب الثورية الأمريكية، أصبح أحد أكثر الأعضاء المعادين لأمريكا صراحةً. في خطاب ألقاه في بدايات عام 1775، قال إن المستعمرين «... لم يتمكنوا من القتال ...»، وأعلن أنه يستطيع «الذهاب من بداية أمريكا إلى نهايتها وإخصاء جميع الذكور».

## مهنته لاحقًا
في عام 1780، هُزم في الانتخابات البرلمانية. في عام 1782، تعين كفريق (رتبة عسكرية). في عام 1787، أُعيد انتخابه لعضوية البرلمان، هذه المرة لصالح سوذرلاند. شغل المنصب حتى عام 1802.
في عام 1789، تعين حاكمًا لقلعة ستيرلنغ، وأصبح القائد العام للجيش في اسكتلندا. في عام 1791، نُقل من كتيبة المشاة الـ55 ليصبح عقيد كتيبة المشاة الـ11 في عام 1796، تعين كعميد، وتقاعد من الخدمات العسكرية النشطة. في عام 1802، انتقل إلى مزرعته على نهري آفون وسباي باعتباره لورد باليندالوش، بعد أن تخلى عن مقعده في البرلمان. في عام 1805، تقاعد من الجيش البريطاني. توفي عن عمر يناهز 86 عامًا في 13 أبريل عام 1806. وذهب ملكه إلى حفيد أخيه، جورج ماكفيرسون.
توجد أوراقه في الأرشيفات الوطنية في اسكتلندا، ووُضعت نسخة منها في مكتبة الكونغرس.